# Oro Negro Airport
Oro Negro Airport (spanska: Aeropuerto Oro Negro) är en flygplats i Cabimas, Venezuela. 
Flygplatskoder: 
- IATA-kod CBS
- ICAO-kod SVON.